# André Marteau
André Marteau, francoski general, * 1889, † 1994. 